# Sikorsky S-43
Dimensions
Le Sikorsky S-43 était un avion bimoteur amphibie fabriqué aux États-Unis pendant les années 1930 par la firme américaine Sikorsky Aircraft.

## Conception et développement
Le S-43 effectua son premier vol en 1935, c'était une version plus petite du Sikorsky S-42 « Clipper ». Il emportait entre 18 et 25 passagers. Il était surnommé «Clipper Baby». Le 14 avril 1936, un S-43 avec 500 kg (1 100 lb) de charge utile, piloté par Boris Sergievsky, a établi un record d'altitude pour un avion amphibie : il a atteint une altitude de 27 950 pieds (8 519 m) pieds au-dessus de Stamford (Connecticut). Était également à bord son concepteur Igor Sikorsky.
Au total, environ 53 S-43 ont été construits, y compris les appareils à deux queues S-43B.

## Histoire opérationnelle

### Utilisateurs civils
Le S-43 a été utilisé principalement par Pan American World Airways pour les vols vers Cuba et en Amérique latine. Deux ont été également volés pour la Reeve Aleutian Airways en Alaska et trois ont été utilisés l'Inter-Island Airways de Hawaii, prédécesseur de Hawaiian Airlines, pour le transport de passagers partir de Honolulu vers les autres îles. Un avion a été acheté par la compagnie aérienne norvégienne Det Norske Luftfartselskap (en). Panair do Brasil a exploité sept avions.
La compagnie aérienne française Aéromaritime, filiale de l'armateur Chargeurs réunis, exploita 5 S-43 sur une ligne entre Dakar et Pointe-Noire entre 1937 et 1945. Le choix du S-43, plutôt que d'un hydravion de construction française, comme le Lioré et Olivier LeO H-246 exploité par Air France, s'explique par le faible tirant d'eau de la coque du Sikorsky, lui permettant de se poser sur les multiples lagons peu profonds qui jalonnent le parcours.

### Utilisateurs militaires
Cinq appareils ont été acquis par l'US Army Air Corps en 1937 sous la désignation OA-8 et ont été utilisés pour le transport de marchandises et de passagers. 17 avions ont été achetés par la Marine américaine entre 1937 et 1939, dont deux JRS-1 qui ont servi dans l'US Marine Corps. Un JRS est resté en service jusqu'à fin 1941.
La Smithsonian Institution du National Air and Space Museum au Steven F. Udvar-Hazy Center en Virginie restaure actuellement un Sikorsky JRS-1 qui était en service à Pearl Harbor le 7 décembre 1941. C'est le seul exemplaire survivant de cette version militaire. Le jour de l'attaque japonaise, il avait décollé pour partir à la recherche de la flotte japonaise. Il avait volé cinq heures, jusqu'à ce que ses réserves de carburant tombent au minimum, sans trouver les Japonais. L'hydravion est exposé depuis septembre 2017 dans le hall principal d'exposition, simplement nettoyé et non restauré, avec la livrée bleue dont il avait été repeint quelques jours après l'attaque. Le NASM réfléchit toujours à l'opportunité de le restaurer dans sa livrée originale : argentée, avec la queue verte et une bande rouge à l'arrière du fuselage.

## Accidents et incidents
- 2 juin 1937 : Un S-43 de la Linea Aerea Nacional de Chile a disparu au-dessus de la mer du Chili avec 9 personnes à bord.
- 2 août 1937 : le S-43NC 15065 de la Pan Am Grace Airways (Panagra) s'est écrasé dans les environs de Coco Solo, Canal Zone, les 14 personnes à bord sont mortes. L'avion est tombé en spirale dans l'eau à environ 145 km/h et a été détruit par une explosion et le feu. La cause la plus probable de l'accident était défaillance de l'un ou l'autre des moteurs à cause d'un système d'arrivée d'essence défectueux et/ou d'une pluie soudaine et sévère, que le pilote a indiqué perdant de l'altitude par deux fois dans les trois minutes avant le crash.
- 8 août 1937 : Un S-43 de la Société nationale de l'aviation en Chine (CNAC) S-43 a fait un amerrissage forcé à Chilang Point, Bias Bay, en Chine, tuant les trois membres d'équipage, les 8 passagers ont tous survécu. L'hydravion a été contraint d'amerrir en raison de mauvaises conditions météorologiques. Les hautes vagues ont brisé une aile, les 8 passagers se sont agrippés à l'autre aile avant d'être secourus.
- 17 mai 1943 : Hughes s'est écrasé dans son S-43 dans le lac Mead, tuant l'inspecteur du CAA Ceco Cline et son employé Richard Felt. L'avion a ensuite enlevé et remis en état de vol.

### Développement lié
- Sikorsky S-42